# Lamioideae
Ajugoideae é uma subfamília botânica da família lamiaceae constituida por quatro tribos:
- Tribo Prasieae

Gêneros: Gomphostemma | Stenogyne | Phyllostegia| Prasium™
- Tribo Pogostemoneae

Gêneros: Pogostemon™ | Dysophylla | Eusteralis | Colebrookea |                            Comanthosphace | Leucosceptrum | Rostrinucula | Anisomeles
- Tribo Marrubieae

Gêneros: Marrubium™ | Lagopsis| Sideritis
- Tribo Lamieae™

Gêneros: Physostegia | Melittis | Eremostachys | Phlomis |                              Stachyopsis | Galeopsis | Lamium™  | Leonurus | Panzerina |                              Lagochilus | Moluccella | Otostegia | Ballota | Metastachydium |                              Stachys | Phlomidoschema | Chamaesphacos | Leonotis |                             Leucas| Alajia | Wiedmannia | Galeobdolon